# 라이 투 미

라이 투 미(Lie to Me)는 2009년 1월 21일부터 2011년 1월 31일까지 Fox에서 방영된 텔레비전 드라마이다.